# Municipio de Carrier Mills
El municipio de Carrier Mills (en inglés: Carrier Mills Township) es un municipio ubicado en el condado de Saline en el estado estadounidense de Illinois. En el año 2010 tenía una población de 2322 habitantes y una densidad poblacional de 22,93 personas por km².

## Geografía
El municipio de Carrier Mills se encuentra ubicado en las coordenadas 37°41′36″N 88°39′6″O / 37.69333, -88.65167. Según la Oficina del Censo de los Estados Unidos, el municipio tiene una superficie total de 101.26 km², de la cual 95,85 km² corresponden a tierra firme y (5,34 %) 5,41 km² es agua.

## Demografía
Según el censo de 2010, había 2322 personas residiendo en el municipio de Carrier Mills. La densidad de población era de 22,93 hab./km². De los 2322 habitantes, el municipio de Carrier Mills estaba compuesto por el 84,5 % blancos, el 12,79 % eran afroamericanos, el 0,17 % eran amerindios, el 0,22 % eran asiáticos, el 0,09 % eran de otras razas y el 2,24 % eran de una mezcla de razas. Del total de la población el 0,86 % eran hispanos o latinos de cualquier raza.